# Josef Arens (Maler)
Josef Arens (* 24. April 1901 in Oedingen; † 2. November 1979 in Unkel) war ein deutscher Maler und Mitbegründer der Künstlersiedlung Halfmannshof in Gelsenkirchen.

## Leben
Josef Arens wurde 1901 in Oedingen im Kreis Meschede geboren. Ab 1902 wuchs er in Gelsenkirchen in der Hammerschmidtstraße in Bulmke-Hüllen auf. Sein Vater war Hausmeister am Carl-Friedrich-Gauß-Gymnasium.
Nach dem Besuch der Kunstgewerbeschule Gelsenkirchen und einer Fortbildung zum Gebrauchsgrafiker, wo er schon Maschinenteile zeichnen musste, studierte er Kunst in Wiesbaden und Münster bis 1926 bei Wolfgang Zeller in Übersee (Chiemgau).
Er unternahm zahlreiche Reisen durch Europa. Er brachte ein Reisetagebuch mit dem Titel: Auf den Spuren des Zaren Dusan heraus (Verlag B. Fischer, Gelsenkirchen-Buer) und schuf eine Reihe von Grafik-Mappen, z. B.: Jagd oder Leben und Sterben der Süd-Serben (1935). 1942 erhielt er als Erster den Kulturpreis Westfalen.
Arens war mit Berta Obertüschen verheiratet, die als Weberin in der Künstlersiedlung Halfmannshof arbeitete. Nach der Kriegszerstörung seines Halfmannshöfer Ateliers 1943 ging er nach Unkel am Rhein. Dort verstarb er 1979. Nach seinem Tod wurde ein Gedenkstein für ihn am Rheinufer in Unkel erstellt.

## Schaffen
Arens war vielseitig tätig als Grafiker, Portraitmaler, Lithograph, Zeichner und auch noch als Schriftsteller.
Im Zweiten Weltkrieg wurde er zusammen mit anderen Halfmannshöfer Künstlern als Maler in Uniform in eine Propaganda-Kompanie eingezogen. Mit seiner Genauigkeit bei der Darstellung von Menschen und technischen Maschinen wurde er in der NS-Zeit bekannt und geschätzt, schon 1935 für seine Lithographien zur Produktpalette „Kruppsche Geschütze“, später für seine Sammelmappe Männer und Waffen des Deutschen Heeres (1941) mit 40 Lithographien (Steinzeichnungen in Kupfertief-Druck auf Kunstdruckpapier), was ihm große Popularität als Waffenmaler einbrachte. Schon 1937 gab es im Halfmannshof eine eigene Ausstellung von Arens über Flakgeschütze, bei der auch hohe Militärs anwesend waren. 1940 empfing Adolf Hitler ihn persönlich und ließ sich die Skizzen mit großem Interesse zeigen. Zwei Jahre später folgte die Verleihung des Gaukulturpreises.
Nach dem Krieg erhielt er Aufträge für präzise Industriegrafik in mehr als 30 repräsentativen Sammelmappen, z. B. für die Gelsenkirchener Gussstahl- und Eisenwerke, für Thyssen-Bornemisza, den Eschweiler Bergwerksverein oder die Deutsche Industrie, aber auch für die Bundeswehr und die NATO.
1981 zeigte das Deutsche Bergbau-Museum Bochum in der Ausstellung „Mensch und Arbeitsplatz“ posthum 120 Bilder von Arens. 
Meistens sind seine Drucke in Schwarz-Weiß sehr präzise gezeichnet, sie bilden Personen individuell ab und zeigen Werkzeuge und Zechengebäude exakt.

## Veröffentlichungen
- Führer durch Gelsenkirchen. Hg. vom Gelsenkirchener Verkehrsverein. Gelsenkirchen 1925 [Fotogr., Zeichn.]
- Auf den Spuren des Zaren Dusan. Reisetagebuch eines Malers. Fischer, Büren 1936.
- Männer und Waffen des deutschen Heeres. Mit einem Geleitwort von Generalfeldmarschall List und einer Einführung von Otto Brüesm. Grote, Berlin 1941.[2]
- Gelsenguss. Die Geschichte des Gußstahlwerks Gelsenkirchen. Aktiengesellsch. Gelsenkirchen. Neuwied: Strüder 1953
- Luft in der Geschichte der Technik. Flottmann, Bochum [1962]
- Ziehen, Schleifen und Polieren in der Geschichte der Technik. Schumag, Aachen [1963]; engl., frz. Übers.
- Der Alta-Quarzit. Ein Wunder der nordischen Natur. Mit einer Betrachtung über den Naturstein in der Kultur- und Baugeschichte. Natursteinwerke T. Imberg, Bochum 1966.
- Deutsche Industrie. Kahlert, Dinslaken 1972.